# Memoriał Bronisława Idzikowskiego 1971
Memoriał im. Bronisława Idzikowskiego 1971 – 4. edycja turnieju w celu uczczenia pamięci polskiego żużlowca Bronisława Idzikowskiego, który odbył się dnia 2 października 1971 roku. Turniej wygrał Władimir Gordiejew.

## Wyniki
- Częstochowa, 2 października 1971
- NCD:
- Sędzia: Robert Nawrocki

| Msc. | Zawodnik                | Klub        | Pkt |             |  |
| ---- | ----------------------- | ----------- | --- | ----------- |  |
| 1    | (13) Władimir Gordiejew | ZSRR        | 15  | (3,3,3,3,3) |  |
| 2    | (11) Henryk Glücklich   | Bydgoszcz   | 13  | (2,3,3,2,3) |  |
| 3    | (5) Wiktor Jastrzębski  | Częstochowa | 13  | (3,2,3,3,2) |  |
| 4    | (9) Marek Cieślak       | Częstochowa | 12  | (3,1,3,3,2) |  |
| 5    | (1) Zygmunt Gołębiowski | Częstochowa | 9   | (3,0,1,3,2) |  |
| 6    | (16) Hans-Jürgen Fritz  | NRD         | 8   | (d,3,2,2,1) |  |
| 7    | (10) Wiktor Trofimow    | ZSRR        | 8   | (1,2,1,1,3) |  |
| 8    | (2) Anatolij Kuźmin     | ZSRR        | 8   | (2,3,2,1,0) |  |
| 9    | (7) Władimir Smirnow    | ZSRR        | 7   | (1,w,2,1,3) |  |
| 10   | (15) Borys Chechanowicz | ZSRR        | 6   | (2,2,0,2,0) |  |
| 11   | (3) Dieter Tetzlaff     | NRD         | 5   | (d,1,2,0,2) |  |
| 12   | (4) Jerzy Bożyk         | Częstochowa | 5   | (1,2,0,1,1  |  |
| 13   | (12) Andrzej Jurczyński | Częstochowa | 4   | (0,w,1,2,1) |  |
| 14   | (8) Klemens Bever       | NRD         | 3   | (2,1)       |  |
| 15   | (6) Zenon Urbaniec      | Częstochowa | 1   | (0,1,0,0,0) |  |
| 16   | (14) Andrzej Szostek    | Częstochowa | 1   | (w,1)       |  |
|      | rez. Jerzy Kowalczyk    | Częstochowa |     | (0,0,0,1,0) |  |

Bieg po biegu
1. Gołębiowski, Kuźmin, Bożyk, Tetzlaff
2. Jastrzębski, Bever, Smirnow, Urbaniec
3. Cieślak, Glücklich, Trofymow, Jurczyński
4. Gordiejew, Chechanowicz, Fritz, Kowalczyk Kowalczyk za Szostka
5. Gordiejew, Jastrzębski, Cieślak, Gołębiowski
6. Kuźmin, Trofymow, Urbaniec, Kowalczyk Kowalczyk za Szostka
7. Glücklich, Chehanowicz, Tetzlaff, Smirnow
8. Fritz, Bożyk, Bever, Jurczyński
9. Glücklich, Fritz, Gołębiowski, Urbaniec
10. Jastrzębski, Kuźmin, Jurczyński, Chehanowicz
11. Cieślak, Tetzlaff, Szostek, Kowalczyk Kowalczyk za Bevera
12. Gordiejew, Smirnow, Trofymow, Bożyk
13. Gołębiowski, Jurczyński, Smirnow, Szostek
14. Gordiejew, Glücklich, Kuźmin, Kowalczyk Kowalczyk za Bevera
15. Jastrzębski, Fritz, Trofymow, Tetzlaff
16. Cieślak, Chehanowicz, Bożyk, Urbaniec
17. Trofymow, Gołębiowski, Kowalczyk, Chehanowicz
18. Smirnow, Cieślak, Fritz, Kuźmin
19. Gordiejew, Tetzlaff, Jurczyński, Urbaniec
20. Glücklich, Jastrzębski, Bożyk, Szostek